# Oak Park, Kalifornien
Oak Park är en ort (CDP) i Ventura County, i delstaten Kalifornien, USA. Enligt United States Census Bureau har orten en folkmängd på 13 811 invånare (2010) och en landarea på 13,7 km².